# Watch Dogs: Legion
Watch Dogs: Legion (estilizado como WATCH DOGS LΞGION) es un videojuego perteneciente al género de acción y aventura desarrollado por Ubisoft Toronto y publicado por Ubisoft lanzado oficialmente el 29 de octubre de 2020. Es la tercera entrega de la serie Watch Dogs y la secuela de Watch Dogs 2. El videojuego se desarrolla dentro de una representación ficticia de Londres diseñada como un mundo abierto, y se puede jugar desde una perspectiva en tercera persona. Presenta la capacidad de controlar múltiples personajes que pueden ser reclutados en el mundo del videojuego y que pueden perderse permanentemente durante el transcurso de una partida. El videojuego también cuenta con un multijugador cooperativo que permite que hasta cuatro jugadores trabajen juntos. Se lanzó para las consolas Microsoft Windows, PlayStation 4, PlayStation 5, Xbox One, Xbox Series X|S y Google Stadia. Watch Dogs: Legion debía presentarse originalmente para el 6 de marzo de 2020, pero desde entonces se ha retrasado a una fecha no especificada durante su año fiscal 2021. El año fiscal 2021 de Ubisoft se extiende desde el 1 de abril de 2020 hasta el 31 de marzo de 2021. Dos de las nuevas consolas que admitirán Watch Dogs: Legion son la PS5 y la Xbox Series X|S, las cuales fueron lanzadas al mercado entre el 10 y el 19 de noviembre de 2020.
La historia del videojuego se centra en los esfuerzos de la rama londinense del grupo de hackers DedSec para combatir un régimen autoritario que ha tomado el control del Reino Unido, gracias al avanzado sistema de vigilancia conocido como ctOS. Para ayudar en esto, DedSec recluta aliados de toda la ciudad para liberar a la ciudad como una fuerza de resistencia. Cada personaje del videojuego tendrá sus propios antecedentes y habilidades y proporcionará una influencia más dinámica en la narrativa del videojuego a medida que avanza la historia.

## Sinopsis
Watch Dogs: Legion es un videojuego de acción y aventura que se juega desde una perspectiva en tercera persona. El videojuego se desarrolla dentro de un mundo abierto, que es una representación ficticia de la ciudad de Londres, que abarcará hitos notables, municipios y estilos culturales de la ciudad. El mundo del videojuego tiene lugar dentro de un Londres que se ha convertido en un estado de vigilancia perpetua. Las libertades personales han sido muy limitadas, y Albion, una compañía de seguridad privada que actúa como la policía de la ciudad, controla constantemente sus actividades en sus día a día. El jugador tendrá la capacidad de navegar por la ciudad, ya sea a pie, utilizando vehículos, o viajando rápido a través de las estaciones de metro de la ciudad. A diferencia de los juegos anteriores de la serie que se centraron en el uso de un solo protagonista para conducir la narrativa de la historia, Watch Dogs: Legion presenta la capacidad de controlar múltiples personajes dentro del mundo del juego. Cada uno de estos personajes puede ser reclutado a través de una misión única, aunque esto depende de su posición con DedSec; por ejemplo, un personaje al que ayuda el grupo de hackers estará a favor de ayudarlo cuando se le solicite y completar su misión de reclutamiento, mientras que un personaje cuyo miembro de la familia fue asesinado accidentalmente por un miembro de DedSec no tolerará al grupo y probablemente se negará a unirse.
Una vez que un personaje es reclutado en la lista de jugadores, se les asigna a una de tres clases: combate, sigilo o piratería. Cada clase presenta su propio conjunto de herramientas y mejoras de habilidades cuando un personaje sube de nivel al completar misiones y actividades. Cada personaje también tiene su propio fondo que dicta una habilidad o rasgo especial que tienen. Por ejemplo, un personaje reclutado puede ser más hábil con los drones y, por lo tanto, puede hacer más daño con ellos, mientras que otro es un "adicto a la adrenalina" que inflige más daño pero con el posible riesgo de morir en cualquier momento aleatorio. Todos los personajes del videojuego reclutados en la lista del jugador tienen su propia vida personal cuando no se controlan, se pueden personalizar por completo con varias opciones de vestimenta y pueden manejar una mezcla de armas letales y no letales, esta última con más Amplia selección que en títulos anteriores.
Aunque el jugador puede reclutar una gran lista de personajes para controlar, cada uno puede perderse permanentemente durante el transcurso de una partida. Los personajes corren el riesgo o la posibilidad de ser asesinados, ya sea mientras realizan operaciones para DedSec contra otros grupos o contra la policía local; en los casos en que el personaje controlado actualmente está gravemente herido, los jugadores pueden elegir entregarlos a sus oponentes y permitir que sean rescatados por otro personaje, o intentar resistir y perder a sus perseguidores a riesgo de ser asesinados en acción y ser eliminado permanentemente de la lista de personajes jugables del jugador, lo que obliga al jugador a cambiar a otro personaje.
Los jugadores también pueden unirse a un equipo de hasta cuatro jugadores en un videojuego cooperativo, compartiendo la progresión entre los modos de un jugador y multijugador.

### Trama
La rama londinense de DedSec, dirigida por Sabine Brandt y su nueva IA, Bagley, detecta intrusos armados que colocan explosivos en el Parlamento. Dalton Wolfe, agente de DedSec, va a desactivar las bombas y descubre que los intrusos son miembros de un grupo de hackers llamado «Zero Day». Aunque Dalton consigue evitar la destrucción del Parlamento, es abatido por drones comandados por el líder de Zero Day, que detona más explosivos por Londres y ordena un ataque contra el principal escondite de DedSec, lo que obliga a Sabine a cerrar Bagley y esconderse. A raíz de los atentados, el gobierno británico contrata a Albion para restablecer el orden en Londres y dar caza a DedSec, a quien se considera responsable del caos, lo que provoca malestar social y político.
Meses después, Albion impone la ley sin supervisión política, transformando Londres en un estado de vigilancia con la ayuda de su red ctOS y SIRS, un conglomerado de agencias de inteligencia británicas. Como resultado, los ciudadanos ven sus libertades personales severamente restringidas y sus vidas constantemente vigiladas[6], mientras que quienes cuestionan los métodos de Albion son condenados o deportados a Europa continental. El crimen organizado también va en aumento, a pesar de la presencia de Albion. Aunque la mayoría de los miembros de DedSec han sido arrestados o asesinados por Albion, Sabine reaparece cuando encuentra un nuevo recluta a través de ctOS, que es enviado a reactivar el piso franco del grupo y a Bagley. DedSec reconstruye lentamente sus fuerzas a medida que encuentra más reclutas que, bajo la coordinación de Sabine y con la ayuda de Bagley, liberan los barrios de Londres animando a los ciudadanos a levantarse en desafío a sus opresores.
Durante este tiempo, DedSec investiga los atentados y descubre que tanto el director ejecutivo de Albion, Nigel Cass, como el Clan Kelley, el mayor sindicato del crimen de Londres, estaban implicados y se están aprovechando de la situación actual de Londres para sus propios fines: El Clan Kelley está utilizando a personas de los centros de deportación de Albion para sus operaciones de tráfico, mientras que Cass planea imponer la paz en todo Londres con el «Proyecto THEMIS», un opresivo ejército de drones de combate que pueden identificar y neutralizar amenazas antes de que se produzcan. Después de que su investigación llegue a un callejón sin salida, DedSec decide seguir otras pistas, como la empresa tecnológica Broca Tech, cuya directora ejecutiva, Skye Larsen, ha estado realizando experimentos inhumanos para convertir mentes humanas en programas de IA; y Richard Malik, un delator de la SIRS que solicita la ayuda de DedSec para demostrar que la líder de la SIRS, Emma Child, estaba detrás de los atentados del Día Cero, sólo para que más tarde se revele que estaba intentando hacerse con el control de la SIRS, lo que consigue después de matar a Child en una explosión de la que se inculpa a DedSec.
Los DedSec acaban encargándose tanto de Larsen como de Malik, antes de infiltrarse en una subasta de esclavos organizada por la líder del Clan Kelley, Mary Kelley, donde descubren que Kelley ayudó a Zero Day a introducir sus explosivos en el país. Tras reunir pruebas suficientes para condenar a Kelley, DedSec y la detective Kaitlyn Lau, del Servicio de Policía Metropolitana (MPS), intentan capturarla, pero al darse cuenta de que Kelley saldrá libre a pesar de todo, la dejan para que la maten sus antiguos esclavos. A continuación, DedSec sabotea el proyecto de drones de Cass y expone sus crímenes al público, lo que le lleva a refugiarse en el cuartel general de Albion en la Torre de Londres. Temiendo que Cass intente tomar represalias contra sus enemigos, los DedSec asaltan la Torre y matan a Cass.
Mientras DedSec celebra su éxito, Zero Day hackea al grupo, robando la tecnología que habían adquirido. Rastreando el hackeo, descubren que Sabine estaba detrás de los atentados y de Zero Day, y que Cass la ayudó hasta traicionarla por el control de la tecnología de recopilación de datos. En respuesta, Sabine reinicia DedSec simplemente para vengarse de Cass, recuperar lo que le había robado y buscar otros componentes. DedSec descubre que Sabine pretende utilizar la tecnología robada para crear un parche para Bagley y hacerse con el control de la infraestructura ctOS de Gran Bretaña, sumiendo al país en el caos con la esperanza de que obligue a la sociedad a renunciar a la tecnología y reiniciarse. Para evitarlo, Bagley acepta ser desactivado. Evitando el caos provocado por Sabine, un operativo de DedSec va a hackear la torre de radio de Blume, para evitar que se extienda el parche. Sabine se enfrenta a ellos, pero el operativo baja las aletas de la torre y la hace caer hacia su aparente muerte. Mientras tanto, otro operativo apaga el servidor principal de Bagley en Broca Tech, poniendo fin a la crisis.
Mientras el gobierno británico revisa su contrato con Albion y el MPS comienza a trabajar para reanudar las operaciones, DedSec finalmente limpia sus nombres y son elogiados por exponer considerables crímenes y corrupción en todo Londres. En una escena del epílogo, consiguen devolver a Bagley a su estado original, y siguen confiando en él para que les ayude a acabar con los cabos sueltos por Londres.

### Bloodline
Algún tiempo después de los atentados del Día Cero, pero antes del resurgimiento de DedSec en Londres, el antiguo vigilante Aiden Pearce acepta un contrato de su socio, Jordi Chin, en Londres, creyendo que le permitirá reunirse con su sobrino Jackson, del que está distanciado y que asiste allí a la universidad. La misión de Aiden es infiltrarse en Broca Tech y obtener pruebas fotográficas de un nuevo proyecto de diseño de robots dirigido por Thomas Rempart, así como recuperar un dispositivo llamado «BrocaBridge». Sin embargo, su intento se ve frustrado por Reginald «Wrench» Blechman, antiguo miembro de DedSec San Francisco, que también busca el BrocaBridge. Se entabla una lucha entre ambos, que acaba con Wrench escapando con el BrocaBridge y Aiden siendo capturado por los hombres de Rempart. Aiden no tarda en escapar y se pone en contacto con Jackson. A pesar de no querer involucrarse, Jackson guía a Aiden hacia un contacto de DedSec, Connie Robinson, que le ayuda a conseguir una trampa a cambio de ayudar en varias tareas. Rempart también se pone en contacto con Aiden, ordenándole que recupere el BrocaBridge mientras amenaza con hacer daño a Jackson.
Con la ayuda de Jackson, Aiden encuentra a Wrench en su escondite y se enfrenta a él. Wrench revela que fue contratado por Rempart para diseñar los robots de su proyecto, pero que al final fue traicionado, por lo que se vengó robando el BrocaBridge, que Rempart necesita para la siguiente fase de su proyecto. Mientras tanto, Rempart encuentra y captura a Jackson para pedirle un rescate por el BrocaBridge. Tras obtener el dispositivo de Wrench, Aiden se lo entrega a Rempart, sin saber que se trata de una falsificación explosiva creada por Wrench. La explosión desfigura la cara de Rempart y permite que Aiden y Jackson escapen, aunque Aiden recibe un disparo en el proceso y cae en coma. Wrench permite que Aiden y Jackson se queden en su escondite y consigue suministros médicos para ayudar a Aiden a recuperarse. Durante este tiempo, también conoce a Jordi y acepta llevar a cabo varios contratos para él en lugar de Aiden.
Más tarde, Wrench es contactado por Skye Larsen, que se ofrece a ayudar en la recuperación de Aiden a cambio de recuperar el control de sus instalaciones de manos de Rempart. Al hacerlo, Larsen propone una prueba experimental con Jackson utilizando el BrocaBridge para enlazar su mente con la de Aiden. Jackson entra en la mente de Aiden y, tras revivir varios recuerdos de su pasado, le ayuda a superar su sentimiento de culpa por su papel en la muerte de Lena, la hermana de Jackson, diecisiete años atrás. Decidido a dejar atrás su papel de justiciero, Aiden despierta del coma y hace las paces con Jackson. Con Aiden a salvo, Wrench trabaja con él y Jackson para derrotar a Rempart, que intenta escapar de Londres en su barcaza personal. Wrench aborda la barcaza y destruye el ejército de robots de Rempart antes de someterlo y dejar que sea arrestado por las autoridades de Albion.
Después, Aiden y Wrench deciden seguir trabajando juntos por el momento. Más tarde, Connie les llama para invitarles a unirse a DedSec tras encontrar un contacto que sobrevivió a los atentados de Londres, lo que da paso a los acontecimientos de la campaña principal.

### Expansión Assassin's Creed
Este crossover no canónico con la franquicia Assassin's Creed se centra en DedSec ayudando a Darcy Clarkson, miembro de la Hermandad de Asesinos y descendiente de los renombrados asesinos del siglo XIX Jacob y Evie Frye. Tras interceptar una conversación entre Darcy y un templario, Graham Westerly, DedSec se entera de la guerra secreta entre Asesinos y Templarios, y de que los primeros se han visto obligados a abandonar Londres tras ser perseguidos hasta casi su extinción. También descubren que Darcy regresó a Londres para rescatar a su hermano Lucas, que fue capturado mientras intentaba liberar a la ciudad del control de los templarios como habían hecho sus antepasados casi dos siglos antes. Tras seguir la pista de Darcy, DedSec acepta ayudarla a rescatar a Lucas, que está siendo torturado por Graham para conocer la ubicación de una tumba oculta de Asesinos en Londres. Sin embargo, Westerly asesina a Lucas tras obtener la información que deseaba.
Después de encontrar la tumba en los terrenos del Palacio de Buckingham, DedSec ayuda a Darcy a entrar para investigar. Descubre estatuas de varios Assassins, entre ellos Jacob, Evie y Edward Kenway, y una cámara acorazada que contiene tecnología avanzada y un traje de Assassin, que se pone. Westerly llega momentos después, acompañado de un pelotón de soldados de Albión, pero Darcy consigue matarlos. Antes de morir, Westerly afirma que los Templarios seguirán controlando Londres mientras los Asesinos tengan demasiado miedo para contraatacar. Tras abandonar la tumba, Darcy decide quedarse en Londres para seguir luchando contra los templarios, y acepta la invitación de DedSec para unirse a ellos.

## Desarrollo
Watch Dogs: Legion fue desarrollado por Ubisoft Toronto, con el trabajo adicional proporcionado por los estudios hermanos Ubisoft Montreal, Ubisoft Paris, Ubisoft Bucarest, Ubisoft Kiev y Ubisoft Reflections. El equipo de desarrollo está encabezado por el director creativo Clint Hocking, que fue reclutado para ayudar en la creación del videojuego debido a que Ubisoft trasladó el desarrollo de su estudio en Montreal a Toronto, y reclutó desarrolladores que anteriormente habían trabajado con él en Far Cry y Far Cry 2.
Tras su revelación en la E3 2019, muchos puntos de venta describieron el escenario futurista de Londres como posterior al Brexit, lo que podría suceder después de la salida prevista del Reino Unido de la Unión Europea. Esta elección de escenario se convirtió en un punto de debate en los medios, ya que hay varias preguntas políticas relacionadas con el post-Brexit. Hocking declaró que habían llegado a la idea de este escenario alrededor de un año y medio antes de la votación real del Brexit en el año 2016, y que si bien el videojuego involucra el Brexit, la intención no era tratar de debatir la naturaleza del Brexit, sino mostrar y debatir elementos ya existentes en el mundo de hoy que conducen a eventos como el Brexit.

## Lanzamiento
Watch Dogs: Legion fue desmentido por Ubisoft a través de Twitter el 5 de junio de 2019, antes de su anuncio en la E3 2019, donde el videojuego tenía su fecha de lanzamiento inicialmente revelada como el 6 de marzo de 2020. El juego está disponible para Microsoft Windows, PlayStation 4, Xbox One y Google Stadia. El 24 de octubre de 2019, Ubisoft anunció que el videojuego se retrasaría hasta una fecha no especificada durante su año fiscal 2021, que comienza el 1 de abril de 2020. A finales de octubre, se confirmó que el videojuego se lanzaría en la PlayStation 5 y Xbox Series X|S, las consolas de la próxima generación que se lanzaron en noviembre de 2020.

## Recepción

### Críticas
Watch Dogs: Legion obtuvo críticas de mixtas a positivas, la versión mejor valorada ha sido la de Xbox One en Metacritic.
Michael Goroff, de Electronic Gaming Monthly, que realizó uno de estos análisis, destacó que el juego «ofrece una forma novedosa de experimentar un mundo abierto, con sus PNJ interconectados y la introducción de la muerte permanente en el género», y señaló que en este aspecto el juego proporcionaba una relación real entre los jugadores y los personajes que reclutaban, sobre todo a la hora de garantizar su supervivencia durante una partida. Sin embargo, Goroff señaló que este aspecto tenía un defecto, señalando que otros PNJ ya reclutados no reaccionarían como aliados cuando el operativo actual se topara con ellos al enfrentarse a hostiles, y que había limitaciones en el sentido de que los jugadores tendrían que buscar entre un número considerable de PNJ para encontrar a los que tuvieran las habilidades que deseaban.
Lauren Aitken, de VG247, criticó el trasfondo de la historia del juego y la naturaleza repetitiva de las misiones, señalando que su estructura sigue siendo la misma incluso cuando «la dificultad aumenta repentinamente tras las historias de 404 y Skye Larsen», al tiempo que destacaba que el argumento de cada misión era relativamente «corto». También se criticó la falta de singularidad en los acentos de los PNJ, y Aitken añadió que a los jugadores les resultaría útil decantarse principalmente por aquellos con habilidades de pirateo, debido a que gran parte del juego las requiere. En general, consideraron que el juego interesaría sobre todo a «los fans de Watch Dogs y a los anarquistas más acérrimos».